# 214 Dywizja Piechoty (III Rzesza)
214 Dywizja Piechoty (niem. 214. Infanterie-Division) – niemiecka dywizja z czasów II wojny światowej, sformowana przez dowództwo Landwehry w Hanau na mocy rozkazu z 26 sierpnia 1939 roku, w 3. fali mobilizacyjnej w IX Okręgu Wojskowym.

## Struktura organizacyjna
- Struktura organizacyjna w  1939 roku:

355., 367. i 388. pułk piechoty, 214. pułk artylerii, 214. batalion pionierów, 214. oddział rozpoznawczy, 214. oddział przeciwpancerny, 214. oddział łączności, 214. polowy batalion zapasowy;
- Struktura organizacyjna w sierpniu 1941 roku:

355. i 367. pułk piechoty, 214. pułk artylerii, 214. batalion pionierów, 214. oddział rozpoznawczy, 214. oddział przeciwpancerny, 214. oddział łączności, 214. polowy batalion zapasowy;
- Struktura organizacyjna w lutym 1944 roku:

355., 367. i 568. pułk grenadierów, 214. pułk artylerii, 214. batalion pionierów, 214. dywizyjny batalion fizylierów, 214. oddział przeciwpancerny, 214. oddział łączności, 214. polowy batalion zapasowy;
- Struktura organizacyjna w lutym 1945 roku:

I./568. pułk grenadierów, 214. kompania przeciwpancernych;

## Dowódcy dywizji
- Generalleutnant Theodor Groppe 26 VIII 1939 – 30 I 1940;
- Generalleutnant Max Horn 30 I 1940 – 31 XII 1943;
- Generalmajor Carl Wahle 31 XII 1943 – 15 II 1944;
- Generalleutnant Max Horn 15 II 1944 – 28 III 1944;
- Generalleutnant Harry von Kirchbach 28 III 1944 – I 1945;